# Geschützter Landschaftsbestandteil Biotopkomplex (Sundern)

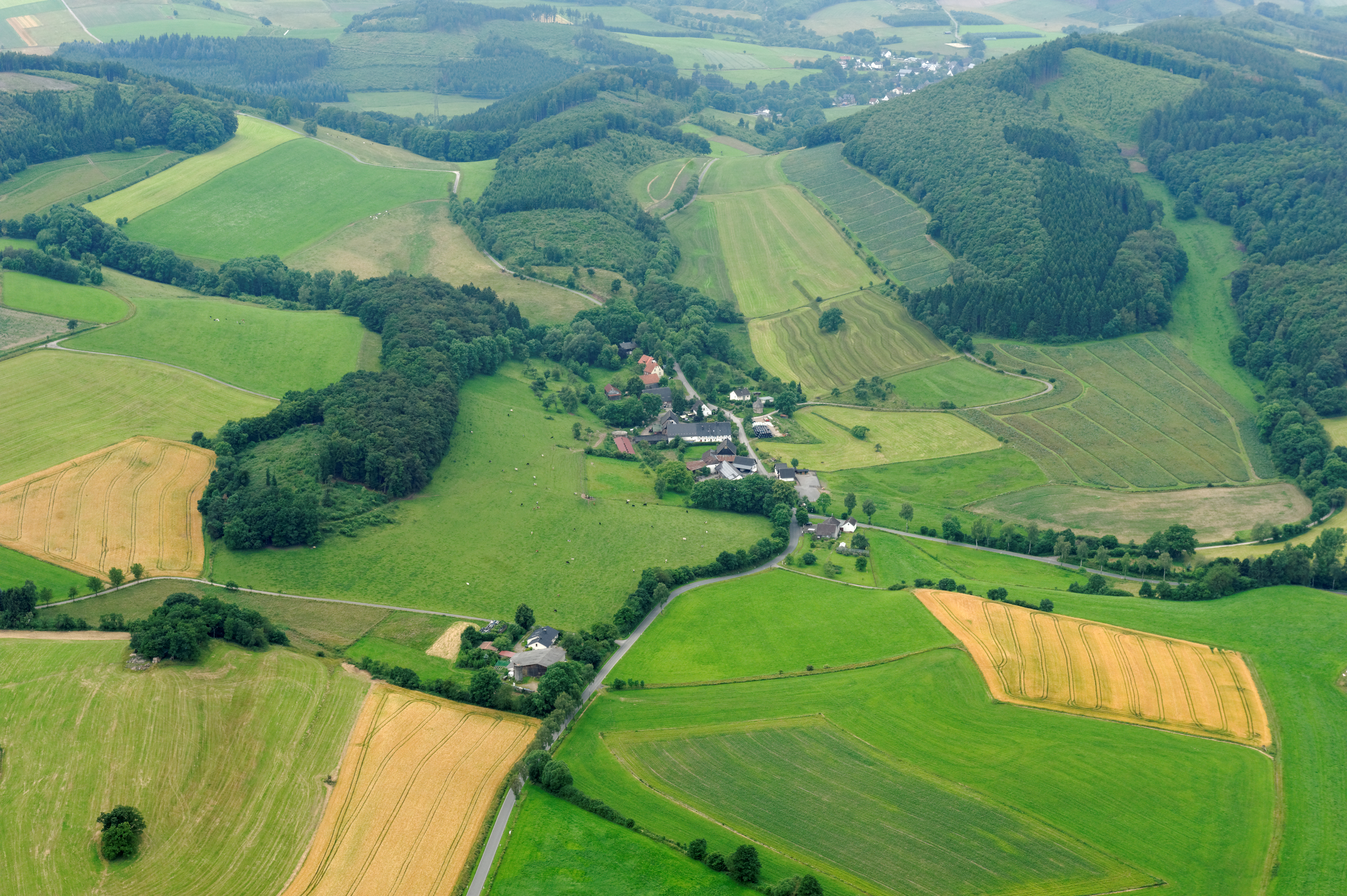
Blick von Osten auf Weiler und Geschützten Landschaftsbestandteil Biotopkomplex dahinter

Der Geschützte Landschaftsbestandteil Biotopkomplex mit 2,15 ha Flächengröße liegt westlich Weninghausen im Stadtgebiet von Sundern und im Hochsauerlandkreis. Das Gebiet wurde 2019 bei der Neuaufstellung vom Landschaftsplan Sundern durch den Kreistag des Hochsauerlandkreises als Geschützter Landschaftsbestandteil (LB) ausgewiesen. Der LB grenzt direkt an den Weiler. Von 1993 bis 2019 gehörten die Flächen des LB meist zum Landschaftsschutzgebiet Sundern.

## Gebietsbeschreibung
Im LB liegen alte Naturhecken, ein kleines Feldgehölz, eine alte Obstwiese und eine extensiv beweideten Grünlandfläche im Bereich des südlichen Sporns. Als Besonderheiten finden sich entlang des südöstlich angrenzenden Wirtschaftsweges Reste eines Borstgrasrasens. Im Feldgehölz liegt ein offenes, touristisch nicht erschlossenes Stollenmundloch, das als Winterquartierzugang für Fledermäuse und Amphibien geeignet erscheint.
Der Bereich des südlichen Sporns wurde vom Verein für Natur- und Vogelschutz im Hochsauerlandkreis in den 1990er Jahren angekauft als dort noch Fichten standen. Damals gab es am Rand dieser Fläche ein paar Pflanzen vom Männliches Knabenkraut. 2021 wurden dort rund 200 Pflanzen dieser Orchideen gezählt.

## Schutzzweck
Der Landschaftsplan Sundern führt zu geschützte Landschaftsbestandteilen aus: „Alle geschützten Landschaftsbestandteile sind kulturbetonte oder naturnahe Landschaftsteile, die sich mit ihrem eigenständigen Charakter deutlich von der sie umgebenden Wald- und Feld-Landschaft unterscheiden. Der besondere Schutz dieser Kleinstrukturen ist wegen ihrer hervorgehobenen Position für die Leistungsfähigkeit des Naturhaushaltes und / oder für die Attraktivität des Landschaftsbildes erforderlich. Die LB-Festsetzung trägt der landschaftlichen Bedeutung der Objekte Rechnung, die sie über das „normale“ landschaftliche Inventar eines Landschaftsschutzgebietes heraushebt.“

## Verbote und Entwicklungsmaßnahmen des Landschaftsplanes von 2019
Wie bei allen geschützten Landschaftsbestandteilen besteht nach § 29 Abs. 2 BNatschG das Verbot dieses zu beschädigen, auszureißen, auszugraben oder Teile davon abzutrennen oder auf andere Weise in seinem Wachstum oder Erscheinungsbild zu beeinträchtigen. Eine ordnungsgemäße Pflege ist vom Verbot ausgenommen. Es ist auch verboten Stoffe oder Gegenstände im Bereich des Geschützten Landschaftsbestandteils anzubringen, zu lagern, abzulagern, einzuleiten oder sich ihrer in anderer Weise zu entledigen, die das Erscheinungsbild oder den Bestand des Geschützten Landschaftsbestandteils gefährden oder beeinträchtigen können. Dies gilt auch für organische oder mineralische Düngemittel und Futtermittel. Sofern Gehölze zerstört bzw. beschädigt werden, kann die Untere Naturschutzbehörde eine Ersatzpflanzung oder ein Ersatzgeld festsetzten. Im LB ist zusätzlich verboten eine Erstaufforstung und die Neuanlage von Weihnachtsbaum-, Schmuckreisig- und Baumschulkulturen durchzuführen.
Speziell für das LB wurden Entwicklungsmaßnahmen festgesetzt. Auf der Obstwiese sind abgängige Obstbäume bis in die Zerfallsphase hinein zu erhalten, nachzupflanzen und vorhandene Fehlstellen mit standortangepassten Obstsorten zu ergänzen. Die extensive landwirtschaftliche Nutzung auf den Offenlandanteilen ist durch vertragliche Regelungen sicherzustellen, z. B. im Rahmen des Kulturlandschaftspflegeprogrammes des HSK. Das Stollenmundloch ist durch geeignete Maßnahmen als Winterquartierzugang für Fledermäuse und Amphibien zu sichern.